# Петелины
Петелины — опустевшая деревня в Оричевском районе Кировской области в составе Шалеговского сельского поселения.

## География
Расположена на расстоянии примерно 13 км по прямой на юго-запад от районного центра поселка  Оричи.

## История
Известна с 1802 года как починок Семена Зубарева с 3 дворами. В 1905 году здесь (починок Семена Зубарева или Неумовичи) дворов 4 и жителей 55, в 1926 (починок Петелины или Неумочи, Семена Петелина) 9 и 49, в 1950 7 и 22, в 1989 году оставалось 4 постоянных жителя. Настоящее название утвердилось с 1939 года. 

## Население
Постоянное население  составляло 1 человек (русские 100%) в 2002 году, 0 в 2010.